# Europa Wolności i Demokracji
Europa Wolności i Demokracji (ang. Europe of Freedom and Democracy, EFD) – grupa polityczna w Parlamencie Europejskim VII kadencji, istniejąca w latach 2009–2014.
EFD powstała po wyborach europejskich z 2009 w związku z rozpadem dwóch dotychczasowych grup – Unii na rzecz Europy Narodów oraz Niepodległości i Demokracji. Połączyła ugrupowania prawicowe, konserwatywne i eurosceptyczne. Początkowo liczyła 32 eurodeputowanych, stając się najmniej liczną frakcją w kadencji 2009–2014. Partie członkowskie deklarowały niechęć wobec traktatu lizbońskiego, akcesu Turcji do UE, a także zjawiska imigracji.
Najliczniejszymi ugrupowaniami w EFD były brytyjska Partia Niepodległości Zjednoczonego Królestwa i włoska Liga Północna. Ponadto znaleźli się w niej przedstawiciele Duńskiej Partii Ludowej, fińskiej Perussuomalaiset, holenderskich partii protestanckich, greckiego LAOS-u, litewskiego Porządku i Sprawiedliwości. Przywództwo w EFD objęli Nigel Farage z UKIP i Francesco Speroni z LN. Do frakcji w trakcie kadencji dołączyło czterech polskich posłów związanych z Solidarną Polską, którzy wystąpili z ECR.
W VIII kadencji EFD nie została reaktywowana, część związanych z nią środowisk (głównie UKIP) współtworzyła nową grupę pod nazwą Europa Wolności i Demokracji Bezpośredniej.